# Бор (элемент)
| 5           | Бор |
| B10.81      |     |
| 1s² 2s² 2p¹ |     |

Бор (химический символ — B, от лат. Borum) — химический элемент 13-й группы (по устаревшей классификации — главной подгруппы третьей группы, IIIA) второго периода периодической системы химических элементов Д. И. Менделеева, с атомным номером 5.
Простое вещество бор — это бесцветный, серый или красный кристаллический, либо тёмный аморфный полуметалл. Известно более 10 аллотропных модификаций бора, образование и взаимные переходы которых определяются температурой, при которой бор был получен.

## История и происхождение названия
Впервые получен в 1808 году французскими химиками Ж. Гей-Люссаком и Л. Тенаром нагреванием борного ангидрида B2O3 с металлическим калием. Через несколько месяцев бор получил Гемфри Дэви электролизом расплавленного B2O3.
Название элемента произошло от арабского слова бу́рак (араб. بورق‎) или персидского бурах (перс. بوره‎), которые использовались для обозначения буры.

## Нахождение в природе
Среднее содержание бора в земной коре составляет 4 г/т. Несмотря на это, известно около 100 собственных минералов бора; он почти не встречается в качестве примеси в других минералах. Это объясняется, прежде всего, тем, что у комплексных анионов бора (а именно в таком виде он входит в большинство минералов) нет достаточно распространённых аналогов. Почти во всех минералах бор связан с кислородом, а группа фторсодержащих соединений совсем малочисленна. Элементарный бор в природе не встречается. Он входит во многие соединения и широко распространён, особенно в небольших концентрациях; в виде боросиликатов и боратов, а также в виде изоморфной примеси в минералах входит в состав многих изверженных и осадочных пород. Бор известен в нефтяных и морских водах (в морской воде 4,6 мг/л), в водах соляных озёр, горячих источников и грязевых вулканов.
Общемировые разведанные запасы бора составляют около 1,3 млн тонн.
Основные минеральные формы бора:
- боросиликаты: датолит CaBSiO4OH, данбурит CaB2Si2O8;
- бораты: бура Na2B4O7·10H2O, ашарит MgBO2(OH), гидроборацит (Ca, Mg)B6O11·6H2O, иниоит Ca2B6O11·13H2O, калиборит KMg2B11O19·9H2O.

Также различают несколько типов месторождений бора:

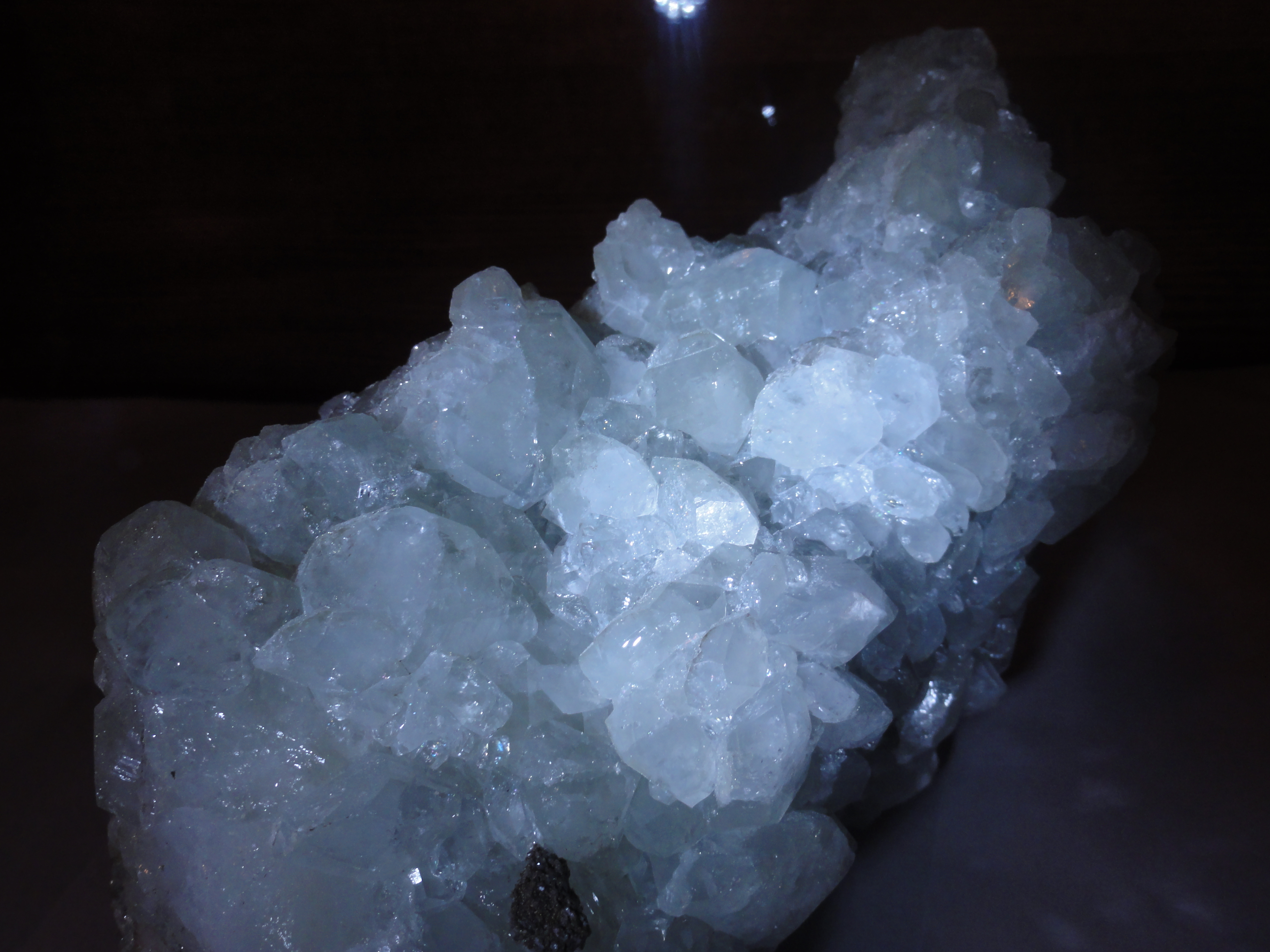
Образец датолита. Дальнегорское боросиликатное месторождение

- месторождения боратов в магнезиальных скарнах:
  - людвигитовые и людвигито-магнетитовые руды;
  - котоитовые руды в доломитовых мраморах и кальцифирах;
  - ашаритовые и ашарито-магнетитовые руды;
- месторождения боросиликатов в известковых скарнах (датолитовые и данбуритовые руды);
- месторождения боросиликатов в грейзенах, вторичных кварцитах и гидротермальных жилах (турмалиновые концентрации);
- вулканогенно-осадочные:
  - борные руды, отложенные из продуктов вулканической деятельности;
  - переотложенные боратовые руды в озёрных осадках;
  - погребённые осадочные боратовые руды;
- галогенно-осадочные месторождения:
  - месторождения боратов в галогенных осадках;
  - месторождения боратов в гипсовой шляпе над соляными куполами.

Основные запасы боратов в мире находятся в Турции и США, при этом на Турцию приходится более 70 %. Крупнейшим производителем борсодержащей продукции в мире является турецкая компания Eti Mine Works.
Крупнейшее месторождение боратов России находится в Дальнегорске (Приморье). Его разработку осуществляет «Горно-химическая компания «Бор»», которая занимает третье место в мире по производству борсодержащей продукции, уступая лишь Eti Mine Works и Rio Tinto Group.

## Аллотропные модификации

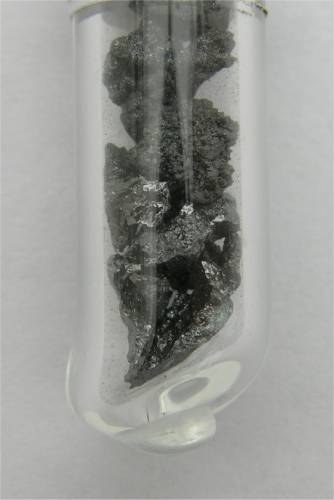
Фрагменты кристаллического бора

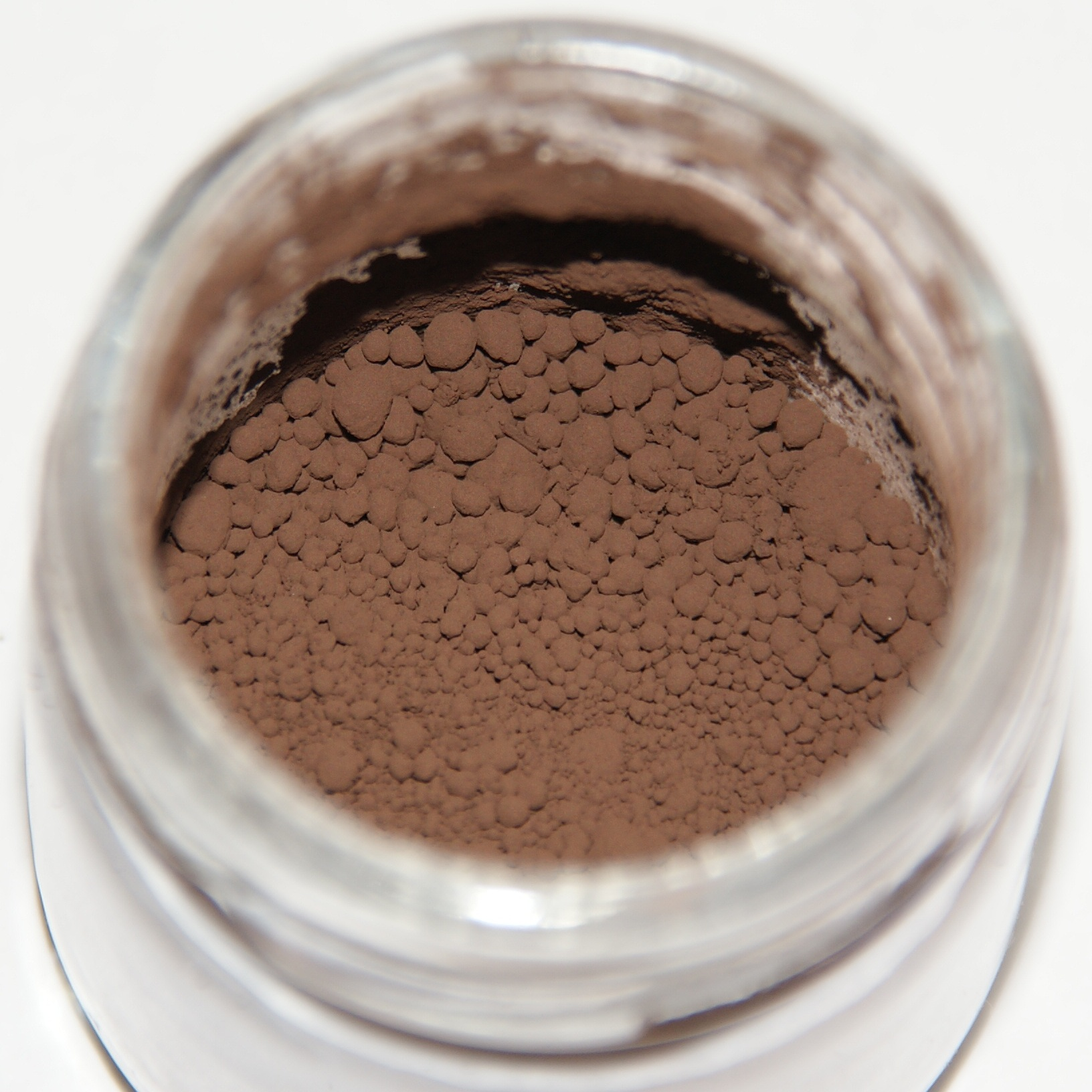
Аморфный порошок бора

Бор похож на углерод по своей способности образовывать стабильные ковалентно связанные молекулярные сетки. Даже неупорядоченный (аморфный) бор содержит икосаэдрические мотивы B12 кристаллического бора, которые связаны друг с другом без образования дальнего порядка.
Кристаллический бор — очень твёрдый чёрный материал с температурой плавления выше 2000 °C. Он образует четыре основные полиморфные формы: α-ромбоэдрический и β-ромбоэдрический (α-R и β-R), γ и β-тетрагональный (β-T); также существует α-тетрагональная фаза (α-T), но её очень трудно получить в чистом виде. Большинство фаз основаны на икосаэдрических мотивах B12, но γ-фазу можно описать как фазу типа NaCl c чередующимся расположением икосаэдров и атомных пар B2.
γ-фазу можно получить путём сжатия других фаз бора до 12—20 ГПа и нагревания до 1500—1800 °C; она остаётся стабильной после понижения температуры и давления. Т-фаза образуется при аналогичных давлениях, но при более высоких температурах (1800—2200 °C). Что касается α и β фаз, то они могут сосуществовать при условиях окружающей среды, причём β-фаза является более стабильной. При сжатии бора выше 160 ГПа образуется фаза бора с неизвестной структурой, которая является сверхпроводящей при температуре 6—12 К.
| Фаза                                    | α-R             | β-R             | γ               | β-T            |
| --------------------------------------- | --------------- | --------------- | --------------- | -------------- |
| Симметрия                               | ромбоэдрическая | ромбоэдрическая | орторомбическая | тетрагональная |
| Количество атомов в элементарной ячейке | 12              | ~105            | 28              |                |
| Плотность (г/см3)                       | 2,46            | 2,35            | 2,52            | 2,36           |
| Твёрдость по Виккерсу (ГПа)             | 42              | 45              | 50—58           |                |
| Модуль Юнга (ГПа)                       | 185             | 224             | 227             |                |
| Ширина запрещённой зоны (эВ)            | 2               | 1,6             | 2,1             |                |

Фазовая диаграмма бора (α и β - ромбоэдрические фазы; T - β-тетрагональная фаза)[13]. Известны и другие версии фазовой диаграммы[25][26].
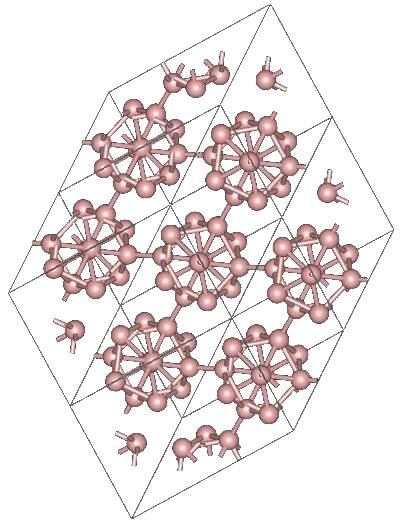
Структура α-R бора
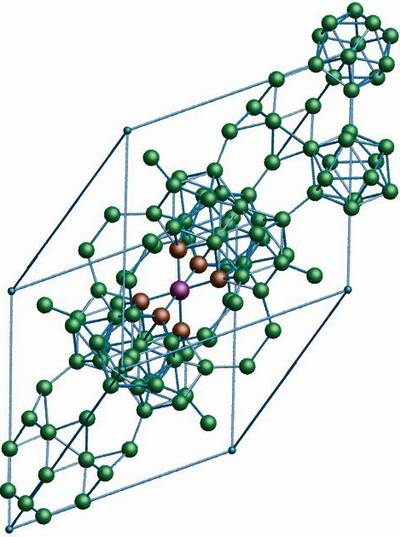
Структура β-R бора
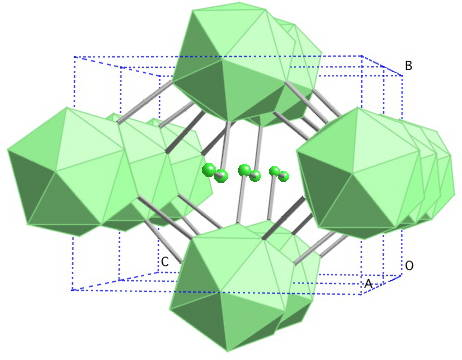
Структура γ бора

Экспериментально обнаружены и описаны боросферены (фуллерено-подобные молекулы B40)) и борофены (графено-подобные структуры).

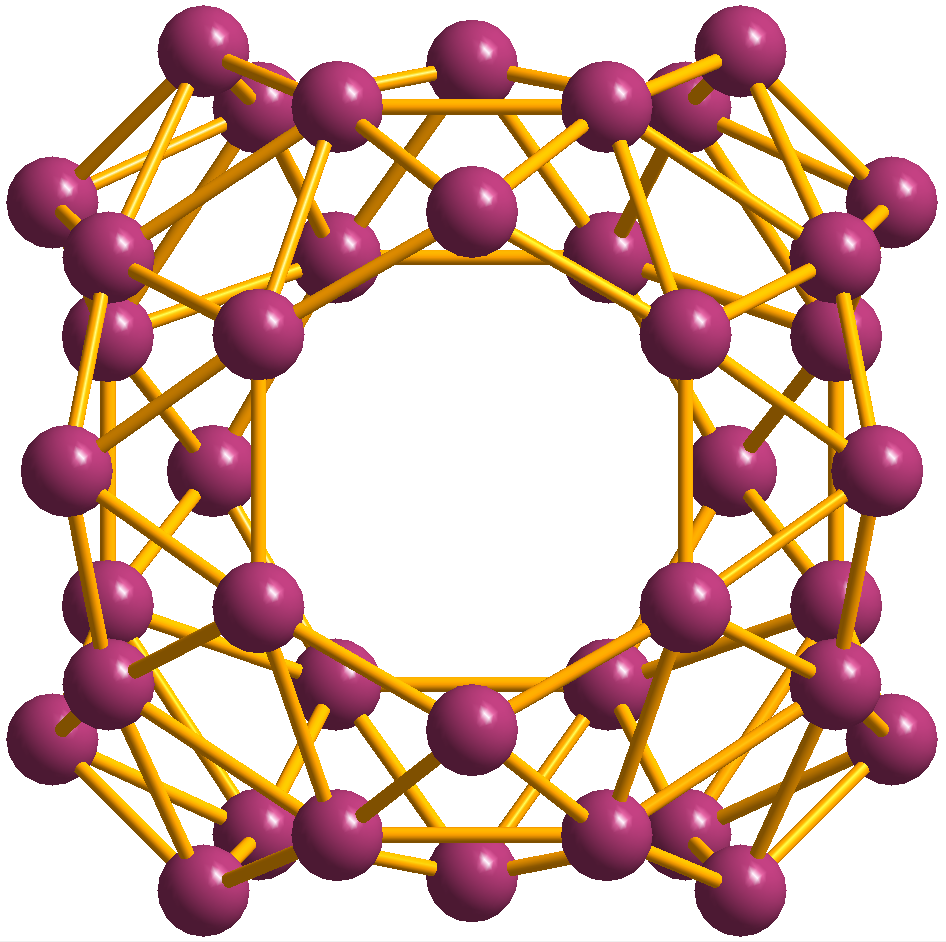
Боросферен B40
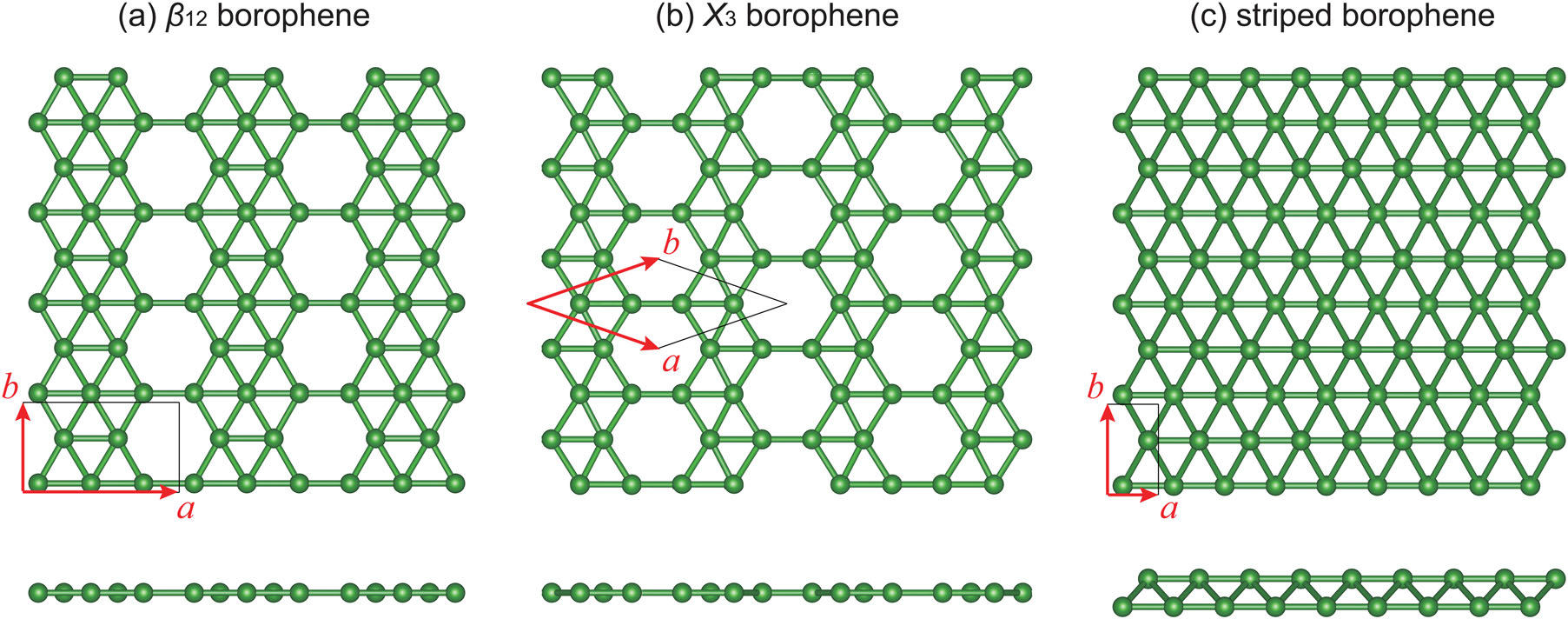
Кристаллическая структура борофенов: (a) β12 борофен (также известен как лист γ фазы или лист υ1/6), (b) χ3 борофен (также известен как лист υ1/5), (b) отдельный лист борофена
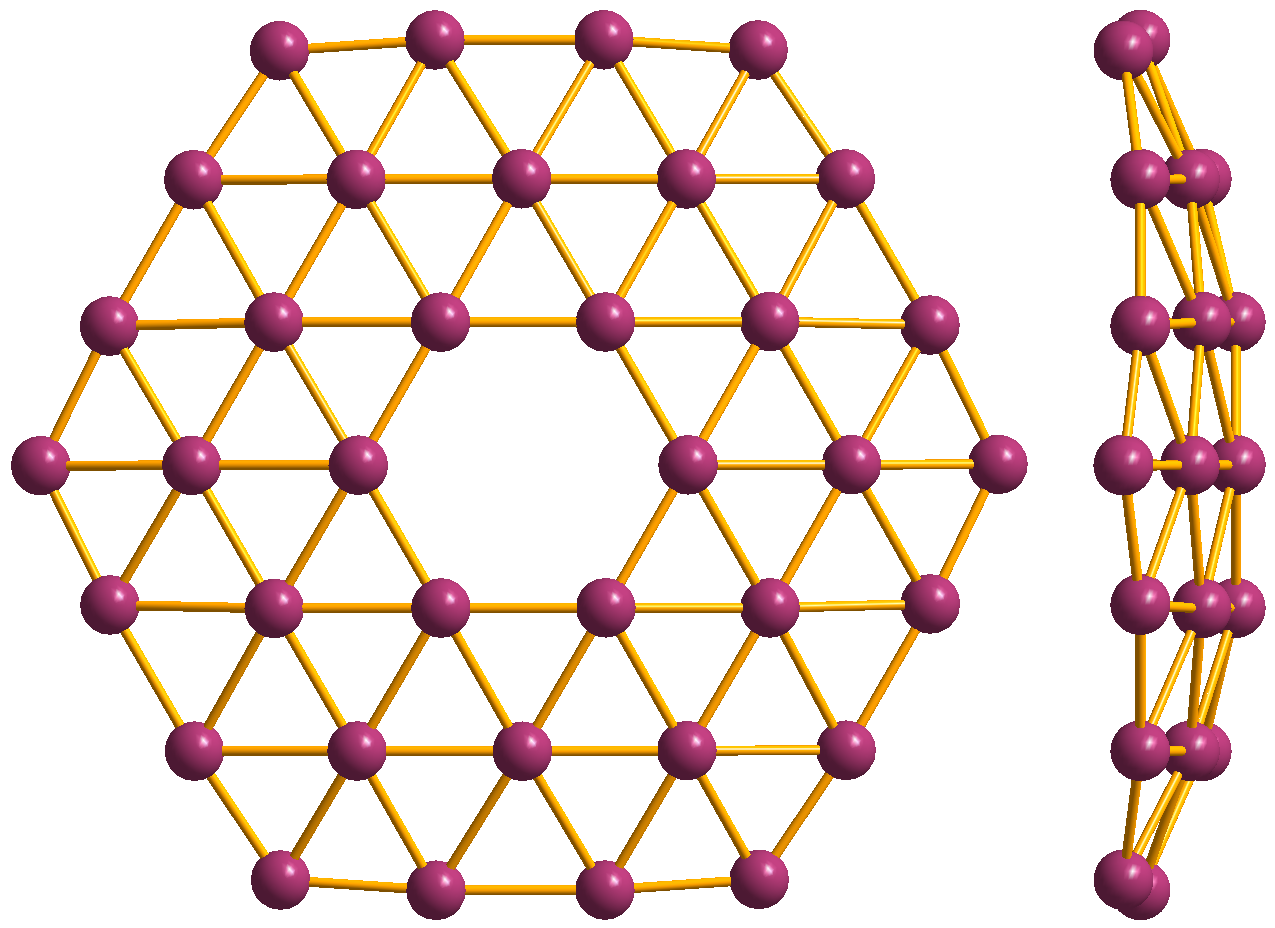
Кластер B36, который может рассматриваться как минимальный борофен; фронтальный и боковой вид

## Физические свойства

Сечения захвата нейтронов изотопами ^{10}В (верхняя кривая) и ^{11}В (нижняя кривая).

Чрезвычайно твёрдое (уступает только алмазу, нитриду бора (боразону), карбиду бора, сплаву бор-углерод-кремний, карбиду скандия-титана) и хрупкое вещество. Широкозонный полупроводник, диамагнетик, плохой проводник тепла.
У бора самый высокий предел прочности на разрыв — 5,7 ГПа.
В кристаллической форме имеет серовато-чёрный цвет (очень чистый бор бесцветен).

### Изотопы бора
В природе бор находится в виде двух изотопов 10В (19,8 %) и 11В (80,2 %).
10В имеет очень высокое сечение захвата тепловых нейтронов, равное 3837 барн (для большинства нуклидов это сечение близко к единицам или долям барна), причём при захвате нейтрона образуются два нерадиоактивных ядра (альфа-частица и литий-7), очень быстро тормозящиеся в среде, а проникающая радиация (гамма-кванты) при этом отсутствует, в отличие от аналогичных реакций захвата нейтронов другими нуклидами:
{\displaystyle {\ce {^10B + n -> ^11B -> \alpha + ^7Li + 2,31 {МэВ}}}}
Поэтому 10В в составе борной кислоты и других химических соединений применяется в атомных реакторах для регулирования реактивности, а также для биологической защиты от тепловых нейтронов. Кроме того, бор применяется в нейтрон-захватной терапии рака.
Кроме двух стабильных, известно ещё 12 радиоактивных изотопов бора, из них самым долгоживущим является 8В с периодом полураспада 0,77 с.

## Происхождение
Все изотопы бора возникли в межзвёздном газе в результате расщепления тяжёлых ядер космическими лучами или при взрывах сверхновых.

## Химические свойства

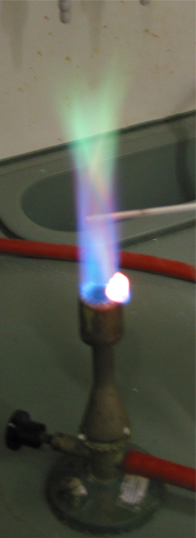
Ионы бора окрашивают пламя в зелёный цвет

По многим физическим и химическим свойствам полуметалл бор напоминает кремний.
1) Ввиду своей химической инертности, бор (при комнатной температуре) взаимодействует только со фтором:
{\displaystyle {\ce {2B + 3F2 -> 2BF3 ^}}}
2) Взаимодействие с другими галогенами (при нагревании) приводит к образованию тригалогенидов, с азотом — нитрид бора (BN), с фосфором — фосфид бора (BP), с углеродом — карбиды различного состава (B4C, B12C3, B13C2). При нагревании в атмосфере кислорода или на воздухе бор сгорает с большим выделением теплоты с образованием оксида бора (B2O3):
{\displaystyle {\ce {4B + 3O2 -> 2B2O3}}}
3) Напрямую с водородом бор не взаимодействует, однако известно довольно большое число бороводородов (боранов) различного состава, получаемых при обработке боридов щелочных или щёлочноземельных металлов кислотой:
{\displaystyle {\ce {Mg3B2 + 6HCl -> B2H6 ^ + 3MgCl2}}}
4) Бор, при сильном нагревании, проявляет восстановительные свойства. Например, восстановление кремния или фосфора из их оксидов при взаимодействии с бором:
{\displaystyle {\ce {3SiO2 + 4B -> 3Si + 2B2O3}}}
{\displaystyle {\ce {3P2O5 + 10B -> 5B2O3 + 6P}}}
Данное свойство бора объясняется очень высокой прочностью химических связей в оксиде бора — B2O3.
5) Устойчив к действию растворов щелочей (при отсутствии окислителей). Растворяется в расплаве смеси гидроксида и нитрата калия:
{\displaystyle {\ce {2B + 2KOH + 3KNO3 ->[t] 2KBO2 + 3KNO2 + H2O}}}
6) Растворяется в горячей азотной, серной кислотах и в царской водке с образованием борной кислоты (H3BO3):
{\displaystyle {\ce {3HNO3 + B ->[t] H3BO3 + 3NO2 ^}}}
7) Взаимодействия оксида бора (типичного кислотного оксида) с водой с образованием борной кислоты:
{\displaystyle {\ce {B2O3 + 3H2O -> 2H3BO3}}}
8) При взаимодействии борной кислоты со щелочами возникают соли не самой борной кислоты — бораты (содержащие анион BO33−), а тетрабораты (содержащие анион B4O72−), например:
{\displaystyle {\ce {4H3BO3 + 2NaOH -> Na2B4O7 + 7H2O}}}
В 2014 г. исследователями из Германии был получен бис(диазаборолил) бериллия, в котором атомы бериллия и бора образуют двухцентровую двухэлектронную связь (2c-2e), впервые полученную и нехарактерную для соседних элементов в Периодической таблице.

## Получение
1) Пиролиз бороводородов:
{\displaystyle {\ce {B2H6 ->[t] 2B + 3H2}}}
Данным способом образуется наиболее чистый бор, который в дальнейшем используется для производства полупроводниковых материалов и тонкого химического синтеза.
2) Метод металлотермии (чаще, происходит восстановление магнием или натрием):
{\displaystyle {\ce {B2O3 + 3Mg -> 3MgO + 2B}}}
{\displaystyle {\ce {KBF4 + 3Na -> 3NaF + KF + B}}}
3) Термическое разложение паров бромида бора на раскалённой (1000—1200 °C) вольфрамовой проволоке в присутствии водорода (метод Ван-Аркеля):
{\displaystyle {\ce {2BBr3 + 3H2 ->[W] 2B + 6HBr}}}

## Применение

### Элементарный бор
Бор (в виде волокон) служит упрочняющим веществом многих композиционных материалов.
Также бор часто используют в электронике в качестве акцепторной добавки для изменения типа проводимости кремния.
Бор применяется в металлургии в качестве микролегирующего элемента, значительно повышающего прокаливаемость сталей.
Бор применяется и в медицине при бор-нейтронозахватной терапии (способ избирательного поражения клеток злокачественных опухолей).
Используется в производстве терморезисторов.

### Соединения бора
Карбид бора применяется в компактном виде для изготовления газодинамических подшипников.
Пербораты / пероксобораты (содержат ион [B2(O2)2(OH)4]2−) [B4O12H8]−) применяются как окислительные агенты. Технический продукт содержит до 10,4 % «активного кислорода», на их основе производят отбеливатели, не содержащие хлор («персиль», «персоль» и др.).
Отдельно также стоит указать на то, что сплавы бор-углерод-кремний обладают сверхвысокой твёрдостью и способны заменить любой шлифовальный материал (кроме алмаза, нитрида бора по микротвёрдости), а по стоимости и эффективности шлифования (экономической) превосходят все известные человечеству абразивные материалы.
Сплав бора с магнием (диборид магния MgB2) обладает, на данный момент[на какой момент?], рекордно высокой критической температурой перехода в сверхпроводящее состояние среди сверхпроводников первого рода. Появление вышеуказанной статьи стимулировало большой рост работ по этой тематике.
Борная кислота (B(OH)3) широко применяется в атомной энергетике в качестве поглотителя нейтронов в ядерных реакторах типа ВВЭР (PWR) на «тепловых» («медленных») нейтронах. Благодаря своим нейтронно-физическим характеристикам и возможности растворяться в воде применение борной кислоты делает возможным плавное (не ступенчатое) регулирование мощности ядерного реактора путём изменения её концентрации в теплоносителе — так называемое «борное регулирование».
Борная кислота применяется также в медицине и ветеринарии.
Нитрид бора, активированный углеродом, является люминофором со свечением от синего до жёлтого цвета под действием ультрафиолета. Обладает самостоятельной фосфоресценцией в темноте и активируется органическими веществами при нагреве до 1000 °С. Изготовление люминофоров из нитрида бора состава BN/C не имеет промышленного назначения, но широко практиковалось химиками-любителями в первой половине XX века.
Боросиликатное стекло — стекло обычного состава, в котором заменяют щелочные компоненты в исходном сырье на окись бора (B2O3).
Фторид бора BF3 при нормальных условиях является газообразным веществом, используется как катализатор в оргсинтезе, а также как рабочее тело в газонаполненных детекторах тепловых нейтронов благодаря захвату нейтронов бором-10 с образованием ядер лития-7 и гелия-4, ионизирующих газ (см. реакцию выше).
Триэтилборан (C6H15B) используется для воспламенения ряда топлив, одно из которых «JP7», на которых летали «SR71» и «А12», так же этот реагент иногда используется для воспламенения ракетного керосина в частности на ракетах Falcon Heavy.

### Бороводороды и борорганические соединения
Ряд производных бора (бороводороды) являются эффективными ракетными топливами (диборан B2H6, пентаборан, тетраборан и др.), а некоторые полимерные соединения бора с водородом и углеродом стойки к химическим воздействиям и высоким температурам (как широко известный пластик Карборан-22).

### Боразон и его гексагидрид
Нитрид бора (боразон) подобен (по составу электронов) углероду. На его основе образуется обширная группа соединений, в чём-то подобных органическим.
Так, гексагидрид боразона (H3BNH3, похож на этан по строению) при обычных условиях твёрдое соединение с плотностью 0,78 г/см3, содержит почти 20 % водорода по массе. Его могут использовать водородные топливные элементы, питающие электромобили.

## Биологическая роль
Бор — важный микроэлемент, необходимый для нормальной жизнедеятельности растений. Недостаток бора останавливает их развитие, вызывает у культурных растений различные болезни. В основе этого лежат нарушения окислительных и энергетических процессов в тканях, снижение биосинтеза необходимых веществ. При дефиците бора в почве в сельском хозяйстве применяют борные микроудобрения (борная кислота, бура и другие), повышающие урожай, улучшающие качество продукции и предотвращающие ряд заболеваний растений.
Роль бора в животном организме не выяснена. В мышечной ткани человека содержится (0,33—1)⋅10−4 % бора, в костной ткани (1,1—3,3)⋅10−4 %, в крови — 0,13 мг/л. Ежедневно с пищей человек получает 1—3 мг бора. Токсичная доза — 4 г. ЛД50 ≈ 6 г/кг массы тела.
Один из редких типов дистрофии роговицы связан с геном, кодирующим белок-транспортёр, предположительно регулирующий внутриклеточную концентрацию бора.

## Комментарии
1. ↑  Указан диапазон значений атомной массы в связи с различной распространённостью изотопов в природе.